# Heterostegania
Heterostegania is een geslacht van vlinders van de familie spanners (Geometridae), uit de onderfamilie Ennominae.

## Soorten
- H. balia Prout, 1932
- H. lunulosa Moore, 1888
- H. thamia Prout, 1926